# Manfred Asendorf
Manfred Asendorf (* 11. Februar 1944 in Olterterp, Niederlande; † 4. August 2017 in Lübeck) war ein deutscher Historiker.
Manfred Asendorf legte 1963 in Bremen das Abitur ab. An der Universität Hamburg studierte er 1963/64 Germanistik und Theaterwissenschaft und 1965/66 Geschichte und Politikwissenschaft. In Bremen war er als Dramaturg und Regieassistent an verschiedenen Theatern beschäftigt. Ein von 1967 bis 1969 absolviertes Studium an der Pädagogischen Hochschule Oldenburg schloss er bei Joist Grolle mit dem Volksschullehrerexamen ab. In Hamburg setzte er das Studium der Geschichte bei Imanuel Geiss fort. Von 1975 bis 1980 war er Lehrbeauftragter für Geschichte im Fachbereich Rechtswissenschaft an der Universität Hamburg. Ab 1977 übernahm er auch Lehraufträge an der Universität Bremen. Er wurde 1980 bei Geiss promoviert über Geschichte und Parteilichkeit. Historisches Bewußtsein in Deutschland. Von 1991 bis 2012 war er wissenschaftlicher Mitarbeiter bei der Hamburger Stiftung zur Förderung von Wissenschaft und Kultur.
Er gehörte 1983 zur Arbeitsgruppe für die Ausstellung im Rahmen der Projekte des Berliner Kulturrats zum 50. Jahrestag der „Machtergreifung“, woraus eine Veröffentlichung hervorging. Asendorf war auch der historische  Fachberater des Projektes. Mit Rolf von Bockel brachte er 1997 das biografische Lexikon Demokratische Wege heraus. Asendorf veröffentlichte zahlreiche Beiträge zur Zeitgeschichte, befasste sich mit den Hamburger Gaswerken und der Norddeutschen Affinerie. Er war leitender Herausgeber für die 1984 im Auftrag des Hamburger Landesparlaments publizierte Geschichte der Hamburgischen Bürgerschaft. Er war Mitglied im Verein für Hamburgische Geschichte. Eine Kandidatur für den Vorsitz des Vereins blieb jedoch erfolglos. Auf Antrag von Asendorf und Helmut Stubbe da Luz beschloss die Mitgliederversammlung die Aufarbeitung der Entwicklung des Vereins in der Zeit des Nationalsozialismus. Er selbst setzte sich intensiv mit dem Ausschluss der jüdischen Mitglieder aus dem Verein auseinander. Aus dem Verein trat er 2012 aus und brachte sich im Verein für Geschichte des Weltsystems ein, indem er als Mitherausgeber der Zeitschrift für Weltgeschichte fungierte. In den letzten beiden Jahrzehnten seines Lebens befasste er sich mit August Wygand, um dadurch für ein besseres Verständnis der bürgerlichen Unruhen in Hamburg Ende des 17. und zu Beginn des 18. Jahrhunderts zu sorgen. Bereits 1989 hatte er dazu einen Beitrag veröffentlicht. Die umfassend angelegte Studie konnte er jedoch nicht mehr abschließen.

## Schriften (Auswahl)
Monographien
- Geschichte – Lexikon der wissenschaftlichen Grundbegriffe. Rowohlt, Reinbek 1994, ISBN 978-3-499-16331-9.
- 125 Jahre Norddeutsche Affinerie Aktiengesellschaft. Hamburg 1991.
- Geschichte der Hamburger Gaswerke. Christians, Hamburg 1988, ISBN 3-7672-1070-3.
- Geschichte und Parteilichkeit. Historisches Bewußtsein in Deutschland. Verlag für Ausbildung und Studium in der Elefanten Press, Berlin 1984, ISBN 3-88290-019-9.

Herausgeberschaften
- mit Rolf von Bockel: Demokratische Wege. Deutsche Lebensläufe aus fünf Jahrhunderten. Metzler, Stuttgart 1997, ISBN 3-476-01244-1. (420 biografische Porträts von 200 Historikern, Politik - und Literaturwissenschaftlern).

Wegbereiter der Demokratie. 87 Porträts. Porträts zwischen 1500 und 1992. Metzler, Weimar u. a. 2006, ISBN 978-3-476-02169-4. (Kurzfassung des von Asendorf und Bockel herausgegebenen Buches).
- mit Franklin Kopitzsch, Winfried Steffani, Walter Tormin: Geschichte der Hamburgischen Bürgerschaft. 125 Jahre gewähltes Parlament. Frölich + Kaufmann, Berlin 1984, ISBN 978-3-88725-164-2.
- Aus der Aufklärung in die permanente Restauration. Geschichtswissenschaften in Deutschland. Hoffmann und Campe, Hamburg 1974, ISBN 978-3-455-09117-5